# Wyszobór
Wyszobór (deutsch Wisbu, früher Wisbow) ist ein Dorf in der polnischen Woiwodschaft Westpommern. Es gehört zur Gmina Płoty (Stadt- und Landgemeinde Plathe) im  Powiat Gryficki (Greifenberger  Kreis).

## Geographische Lage
Das Dorf liegt in Hinterpommern, an der rechten Seite des Flusses Rega, etwa 14 Kilometer nordnordwestlich der Stadt Resko (Regenwalde), zehn Kilometer nordnordöstlich von Płoty (Plathe) und acht Kilometer südöstlich von Greifenberg (Gryfice).

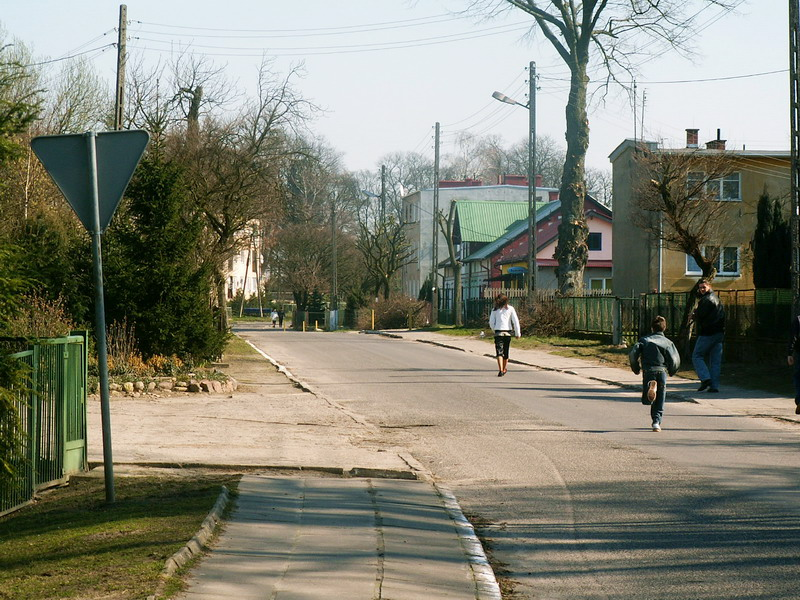
Dorfstraße

## Geschichte

Dorf Wisbu, südöstlich der Stadt Greifenberg in Hinterpommern, auf einer Landkarte des 19. Jahrhunderts (rechter Bildrand)

Das ‚Haus Wisbu‘ war früher ein Stammsitz der pommerschen Familie von der Osten, die hier ein Lehn-Rittergut besaß. 1653 verstarb Otto Friedrich von der Osten, Herr auf Wisbu und Stifter der Stammlinie. Das Gut, das einst aus drei Anteilen A, B und C bestand, hatte um 1782 zwei Anteile. Wisbu C war 1702 von der Witwe des Landrats von der Osten, Margarethe Luise, geb. von Manteuffel, testamentarisch der Stadt Greifenberg mit der Auflage vermacht worden, aus dem Erlös Stipendien für Studierende aus Greifenberg und Umgebung zur Verfügung zu stellen. Wisbu C wurde 1736 vom Magistrat der Stadt für 3700 Florin (≈ 2466 Taler) verkauft, kam nach Besitzerwechseln später jedoch wieder an die Familie von der Osten zurück.
Um 1854 befand sich das Rittergut im Besitz des Hauptmanns a. D. Heinrich von der Osten, um 1884 besaß das Gut mit Ziegelei eine verwitwete Frau von der Osten.
Am 1. April 1927 betrug die Flächengröße des Ritterguts Wisbu 1282 Hektar, und am 16. Juni 1925 hatte der Gutsbezirk 357 Einwohner.
Am Anfang der 1930er Jahre hatte die Gemarkung der Landgemeinde Wisbu eine Flächengröße von 17,5 km², und im Gemeindegebiet standen zusammen 49 bewohnte Wohnhäuser an drei verschiedenen Wohnstätten:
1. Mühlengehöft
2. Ostenhagen
3. Wisbu

Im Jahr 1945 gehörte Wisbu zum Kreis Regenwalde im Regierungsbezirk Köslin der preußischen Provinz Pommern des Deutschen Reichs. Wisbu war Sitz des Amtsbezirks Wisbu.
Gegen Ende des Zweiten Weltkriegs wurde die Region im Frühjahr 1945 von der Roten Armee besetzt. Nach Beendigung der Kampfhandlungen wurde Wisbu zusammen mit Hinterpommern seitens der sowjetischen Besatzungsmacht der Volksrepublik Polen zur Verwaltung überlassen. Danach begann die Zuwanderung von Polen. Die Ortschaft wurde in ‚Wyszobór‘ umbenannt. In der Folgezeit wurde die einheimische Bevölkerung von der polnischen Administration aus Wisbu vertrieben.

### Demographie
| Jahr | Einwohner | Anmerkungen                                                                                             |
| ---- | --------- | --- |
| 1782 | –         | adliges Gut mit zwei Vorwerken, zwei Schäfereien, einer Kirche und 33 Feuerstellen (Haushaltungen)      |
| 1818 | 245       | Dorf, adlige Besitzung                                                                                  |
| 1852 | 400       | [ 10 ]                                                                                                  |
| 1867 | 482       | am 3. Dezember, davon 215 im Dorf und 267 im Gutsbezirk                                                 |
| 1871 | 454       | am 1. Dezember, davon 182 im Dorf (sämtlich Evangelische) und 272 im Gutsbezirk (sämtlich Evangelische) |
| 1910 | 435       | am 1. Dezember, davon 127 in der Landgemeinde und 308 im Gutsbezirk                                     |
| 1925 | 489       | darunter 455 Evangelische und 25 Katholiken                                                             |
| 1933 | 429       | [ 14 ]                                                                                                  |
| 1939 | 395       | [ 14 ]                                                                                                  |